# Uricani
Uricani (maghiară: Urikány sau Hobicaurikány) este un oraș în județul Hunedoara, Transilvania, România, format din localitățile componente Câmpu lui Neag, Uricani (reședința) și Valea de Brazi. Are o populație de 8.972 de locuitori.
Localitatea a fost creată pe baza existenței cărbunelui în zonă, înainte de Revoluția din 1989 aceasta fiind practic o localitate monoindustrială. Situarea sa într-o zonă naturală deosebit de atractivă îi conferă un rol de interes turistic sporit.
Orașul Uricani este situat în partea vestică a Depresiunii Petroșani, la poalele Munților Retezat și a Munților Vâlcan, pe Jiul de Vest, la altitudinea de 650-750 de metri, fiind cel mai lung oraș din România.
Cu o deschidere largă spre est și tot mai îngustă spre vest, Uricaniul este una din porțile principale de intrare în Parcul Național Retezat, o bijuterie a naturii, cu un relief sălbatic ce oferă privirii imagini inegalabile, creste ce au custuri dantelate și multe căldări glaciare.
Zona în care se află localitatea face parte din cadrul Carpaților Meridionali, în grupa muntoasă Retezat-Godeanu, și mai este denumită depresiunea tectono-erozivă «Valea Jiului» sau «Petroșani».

## Istoric
În secolul al XIII-lea, teritoriul pe care se află orașul Uricani făcea parte din voievodatul lui Litovoi (terra Lytua) care cuprindea ținutul Gorjului, Valea Jiului și Țara Hațegului.
Un document ce datează din 18 aprilie 1461, menționează, printr-un decret al voievodului Ardealului, că Murzina (Marginea), cneaz de Densuș, își vinde moșiile, printre care și Sylotena (Valea Vacii), un teritoriu de 10 km situat în proporție de 90% pe raza orașului Uricani, în lunca Mailatului.
Un alt document datând din anul 1493, emis de curtea regelui Vladislav al II-lea al Ungariei, arată că boierul Mihail Cânde stăpânește mai multe moșii în această zonă, printre care și Câmpu lui Neag (Nyakmezeu).
Harta Iozefină a Transilvaniei elaborată între 1769 și 1773 arată că în zona Uricaniului exista un număr însemnat de gospodării românești.
În anul 1788, Uricaniul este prădat de turcii adalai care iau robi 16 oameni, îi taie capul preotului de la acea vreme și dau foc bisericii.
Prima atestare oficială a orașului, sub denumirea de Hobiceni-Uricani, este menționată într-un document datând din 1818, numele venind de la locuitorii a două sate, Hobița și Uric, situate la nord, dincolo de munți, în zona localității Pui.
În toamna anului 1916, pe perioada Primului Război Mondial, orașul este pierdut și recucerit de trei ori de către armata română, în cinstea eroilor existând un monument pe vârful Tulișa.
După unirea Transilvaniei cu România în 1918, numele orașului se schimbă în Uricani, iar în componența acestuia intră și satele vecine Câmpu lui Neag și Valea de Brazi.
Odată cu sfârșitul celei de a doua conflagrații mondiale și cu instalarea noului regim comunist se amplifică procesul de exploatare a cărbunelui superior. Astfel, în 1947 se deschide prima galerie din Uricani, în Plaiu Balomir, și începe exploatarea industrială a huilei coxificabile, orașul devenind monoindustrial.
În anul 1965, localitatea este ridicată la rangul de oraș, având o populație de peste 4.000 de locuitori.
În perioada 1968 - 1970 se construiește, pe locul bisericii vechi, noua biserică ortodoxă a orașului, având hramul "Înălțarea Domnului".

## Localizare și geografie
La Uricani se ajunge pe DN66A, varianta vestică a DN66. Poreclit "Drumul lui Băsescu" , acesta leagă orașul de Lupeni, Vulcan, Petroșani și, pe când va fi definitivat, de Băile Herculane.
Orașul se află la 29 km de Petroșani și la 125 km de localitatea Deva, reședința județului Hunedoara.
Este cel mai vestic oraș din Valea Jiului, fiind situat la poalele munților Retezat și Vâlcan. Este străjuit la nord de Vârfu Mare (1.509 metri) poreclit și "Cele Trei Stânci", iar la sud de vârful Coarnele care se ridică la peste 1.780 de metri.
Aflându-se la o altitudine de aproximativ 750 metri, orașul Uricani se întinde dea lungul văii de vest a râului Jiu, fiind înconjurat de un relief predominant muntos. Suprafața acestuia conține și văile pâraielor Lazăr, Valea de Pești, Pilugul, Buta, Balomir și Sterminos, unele dintre cele care alimentează răul Jiului de Vest, dezvoltând o bogată rețea hidrografică.
Pe unul din afluenții de dreapta ai Jiului de Vest se află Barajul de la Valea de Pești, care alimentează cu apă majoritatea orașelor din zonă.
Cu o arie de peste 25.000 de hectare, Uricaniul are cea mai mare zona administrativă din Depresiunea Petroșani.
Coordonate geografice: meridianul 23 și 25’ longitudine estică și paralela 45 și 45’ latitudine nordică.

## Demografie
Componența etnică a orașului Uricani
     Români (82,8%)
     Maghiari (1,99%)
     Alte etnii (0,91%)
     Necunoscută (14,29%)
Componența confesională a orașului Uricani
     Ortodocși (73,58%)
     Penticostali (4,03%)
     Romano-catolici (2,5%)
     Greco-catolici (1,74%)
     Reformați (1,08%)
     Alte religii (2,44%)
     Necunoscută (14,62%)
Conform recensământului efectuat în 2021, populația orașului Uricani se ridică la 6.669 de locuitori, în scădere față de recensământul anterior din 2011, când fuseseră înregistrați 8.972 de locuitori. Majoritatea locuitorilor sunt români (82,8%), cu o minoritate de maghiari (1,99%), iar pentru 14,29% nu se cunoaște apartenența etnică. Din punct de vedere confesional, majoritatea locuitorilor sunt ortodocși (73,58%), cu minorități de penticostali (4,03%), romano-catolici (2,5%), greco-catolici (1,74%) și reformați (1,08%), iar pentru 14,62% nu se cunoaște apartenența confesională.
|  | Graficele sunt indisponibile din cauza unor probleme tehnice. Mai multe informații se găsesc la Phabricator și la wiki-ul MediaWiki. |

Date: Recensăminte sau birourile de statistică - grafică realizată de Wikipedia

## Politică și administrație
Orașul Uricani este administrat de un primar și un consiliu local compus din 15 consilieri. Primarul, Dănuț Buhăescu[*], de la Partidul Social Democrat, este în funcție din 2004. Începând cu alegerile locale din 2024, consiliul local are următoarea componență pe partide politice:
|  | Partid                          | Consilieri | Componența Consiliului | Componența Consiliului | Componența Consiliului | Componența Consiliului | Componența Consiliului | Componența Consiliului | Componența Consiliului | Componența Consiliului | Componența Consiliului | Componența Consiliului | Componența Consiliului |
|  | ------------------------------- | ---------- | ---------------------- | ---------------------- | ---------------------- | ---------------------- | ---------------------- | ---------------------- | ---------------------- | ---------------------- | ---------------------- | ---------------------- | ---------------------- |
|  | Partidul Social Democrat        | 11         |                        |                        |                        |                        |                        |                        |                        |                        |                        |                        |                        |
|  | Partidul Național Liberal       | 3          |                        |                        |                        |                        |                        |                        |                        |                        |                        |                        |                        |
|  | Alianța pentru Unirea Românilor | 1          |                        |                        |                        |                        |                        |                        |                        |                        |                        |                        |                        |

## Atracții turistice
- Orașul Uricani constituie una din intrările în Parcul Național Retezat, accesul din partea de sud-est a masivului făcându-se prin zonele râul Lazăr - Râul Valea Măriii și Piule - Buta.
- Poartă a Retezatului, zona Cheile Buții este situată pe flancul sudic al munților Retezat, fiind săpată în formațiuni calcaroase încă din perioada jurasicului și oferă o rețea vastă de peșteri, izvoare, cascade și baraje naturale.
- Valea de Pești este principalul pârâu care alimentează lacul de acumulare cu același nume. Cu o suprafață de 10 hectare, lacul are o lungime considerabilă și o frumusețe naturală ieșită din comun. Tot pe albia pârâului Valea de Pești, în amonte, se află situate Peștera de Gheață și zona Arcanu.
- Peșterile și avenele se găsesc în număr mare, multe dintre ele încă nefiind în totalitate explorate.
- Pe raza administrativă a orașului există numeroase zone de escaladă și alpinism, cum ar fi Plaiu Balomirului sau Scorota.

## Galerie de imagini

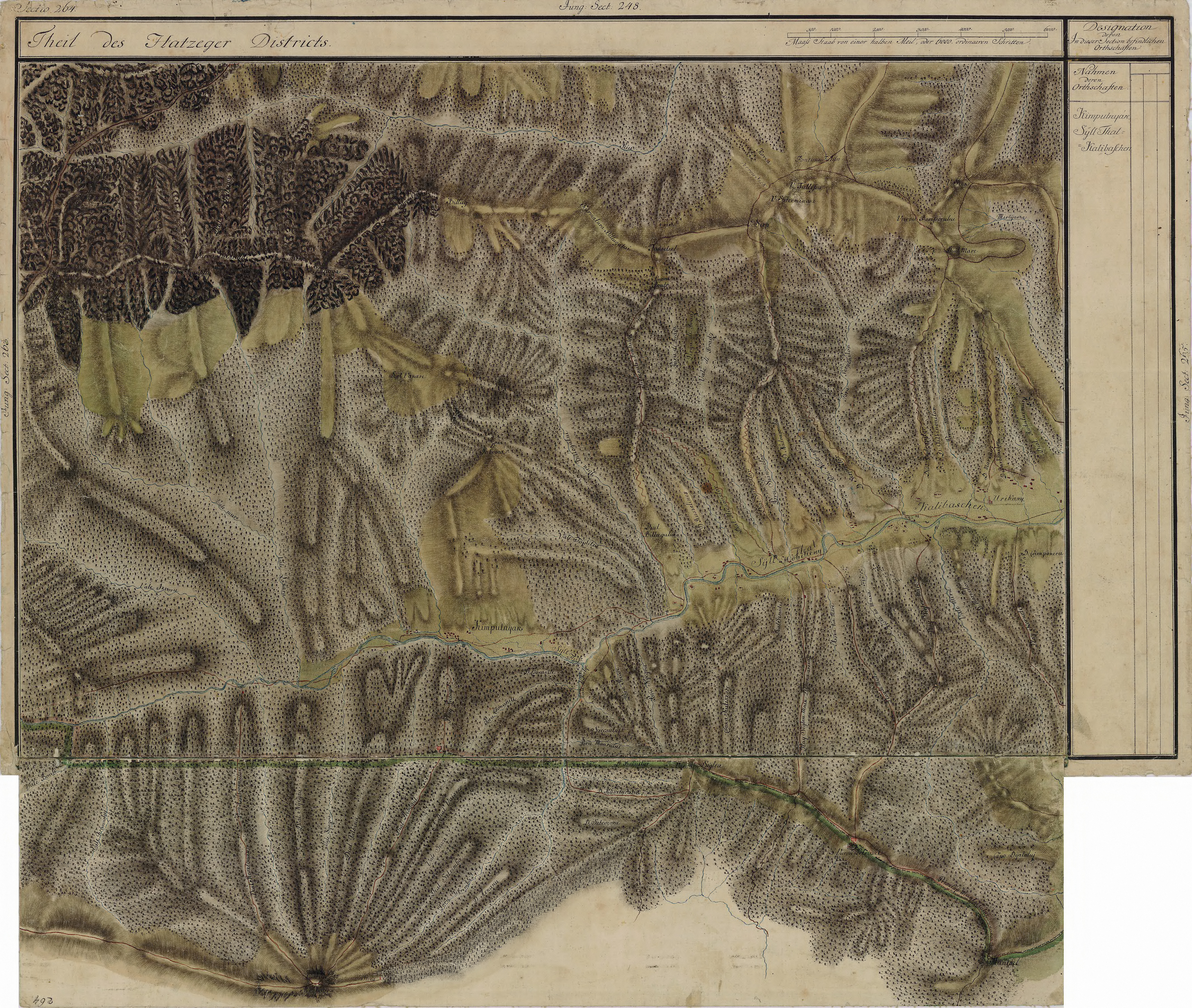
Uricani în Harta Iosefină a Transilvaniei, 1769-1773
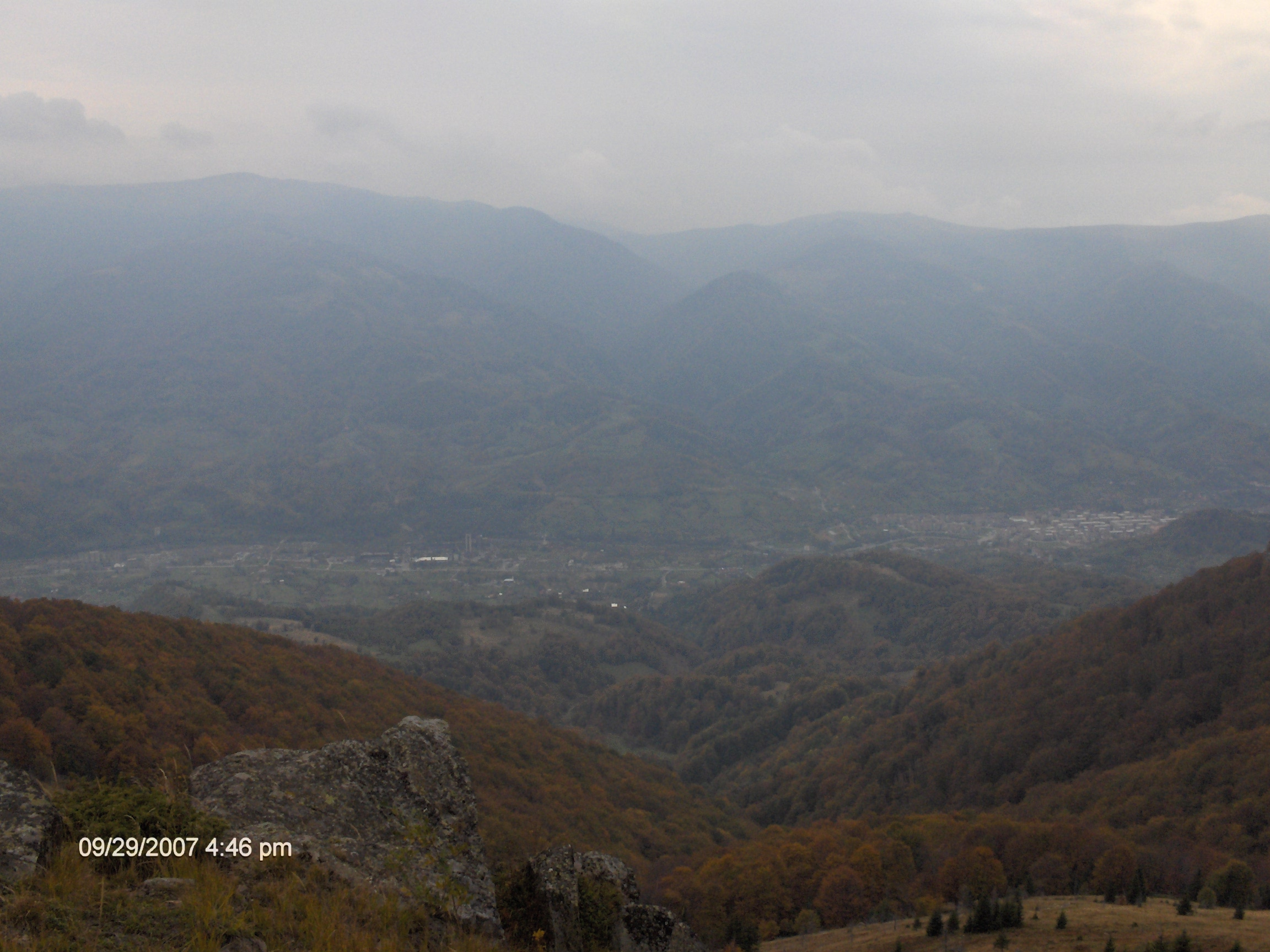
Orașul Uricani văzut de pe Vârfu Mare (Cele Trei Stânci)